# Street Kings
Street Kings är en amerikansk dramafilm som regisserades av David Ayer med premiär 11 april 2008 med bland andra Keanu Reeves, Hugh Laurie och Forest Whitaker. Det första manuset som filmen är baserad på, skrevs av James Ellroy under titeln The Nightwatchmen.

## Rollista
- Keanu Reeves polisdetektiv Tom Ludlow
- Forest Whitaker polisofficer Jack Wander
- Hugh Laurie polisofficer James Biggs
- Chris Evans polisdetektiv Paul Diskant
- Terry Crews polisdetektiv Terrence Washington
- Cedric the Entertainer Scribble
- Jay Mohr Sergeant Mike Clady

## Handling
Tom Ludlow (Keanu Reeves) är en bitter polisdetektiv i Los Angeles. Han tänjer ofta på gränserna i sitt polisarbete och jagas av sina minnen av döda frun. Men även de andra poliserna i Toms enhet, inklusive polisofficeren Jack Wander (Forest Whitaker), tänjer och bryter mot reglerna i sin kamp mot kriminaliteten.
Filmen inleds med att Ludlow vaknar upp efter en blöt kväll. Under täckmantel träffar han två koreanska gangstrar, som misstänks ha kidnappat två skolflickor, på en parkeringsplats. Dessa tror att de ska köpa ett maskingevär av Tom. Det hela slutar med att Tom blir nedslagen och koreanerna rymmer i hans bil. Allt ingår dock i planen, bilen är nämligen försedd med en GPS. Ensam stormar sedan Tom in i huset där koreanerna befinner sig, skjuter ihjäl alla och finner de två försvunna skolbarnen. Med hjälp av ett par handskar städar Tom upp efter sig, detta för att förvilla de övriga om vad som egentligen har hänt. Poliserna i Toms enhet gratulerar och hyllar honom, men han blir konfronterad av sin förre partner, Terrence Washington (Terry Crews). Washington har lagt korruptionen bakom sig och blivit "ren". Han rapporterar om problemen till interne polischefen James Biggs (Hugh Laurie), som inleder en utredning mot Tom.
1. 1 2  läs online, Internet Movie Database , läst: 12 april 2016.[källa från Wikidata]
2. ↑  läs online, www.metacritic.com , läst: 12 april 2016.[källa från Wikidata]
3. ↑  läs online, www.allocine.fr , läst: 12 april 2016.[källa från Wikidata]
4. ↑  läs online, stopklatka.pl , läst: 12 april 2016.[källa från Wikidata]
5. ↑  läs online, www.kinokalender.com , läst: 24 november 2017.[källa från Wikidata]